# Mỡ trắng
Mỡ trắng là một trong hai loại mô mỡ được phát hiện ở động vật có vú. Loại mỡ còn lại được gọi là mỡ nâu.
Tế bào mỡ trắng chứa đầy triglyceride (acid béo và glycerol), đẩy nhân tế bào lệch sang một bên, tạo hình giống chiếc nhẫn, kích thước dao động từ 25 đến 200 micron. Tế bào mỡ trắng có thể tăng về kích thước lên gấp 20 lần so với ban đầu, song song với sự gia tăng về số lượng.

## Tác động
Mỡ trắng chiếm tỉ lệ trung bình từ 93-97% tổng lượng mỡ cơ thể, giúp dự trữ năng lượng, cách nhiệt và là vùng đệm cơ học. Với một cơ thể lành mạnh, mỡ trắng chiếm 20% trọng lượng cơ thể nam giới, 25% trọng lượng cơ thể nữ giới. Đứng trên quan điểm bệnh lý, tăng lượng mỡ là điều đáng quan tâm, vì người có lượng mỡ càng cao thì nguy cơ mắc bệnh tim mạch, tiểu đường và tử vong càng cao.

## Phân bố
Sự phân bố mỡ trắng trên cơ thể là do các yếu tố di truyền, giới tính, độ tuổi và sự tăng cân. 
- Ở nam giới: xu hướng tích lũy mỡ chủ yếu tại vùng trên hoặc trung tâm của cơ thể như: ngực, bụng.
- Ở nữ giới: mỡ trắng thường được tích lũy tại những vùng dưới cơ thể như: eo, bụng, mông, đùi…

### Cơ chế tích lũy mỡ trắng
Năng lượng đưa vào cơ thể qua đường ăn uống trong đó protein, đường và mỡ là 3 nhóm thứ căn sinh năng lượng cho cơ thể.
Khi năng lượng đưa vào bị dư thừa sẽ được tích lũy dưới dạng mỡ trắng và sẽ dẫn đến tình trạng tăng cân, thừa cân, béo phì. Sự hiện diện và hoạt động mạnh của thụ thể kích hoạt Peroxisome proliferator - gamma (PPARγ) là yếu tố quan trọng của quá trình tăng cân, làm hình thành và tăng trưởng mỡ trắng, đặc biệt là xung quanh nội tạng và vùng eo, bụng, đùi…

### Ảnh hưởng của việc tích lũy mỡ trắng quá mức
Khi năng lượng đưa vào qua đường ăn uống quá nhiều so với nhu cầu và không tiêu hao hết, cơ thể sẽ tích lũy năng lượng dư thừa đó dưới dạng mỡ trắng và dẫn đến tình trạng thừa cân, béo phì. Bởi vậy, mỡ trắng bị xem là "mỡ xấu" khi tích tụ quá mức.
Không những thế, những người tích lũy lượng mỡ trắng quá mức sẽ có tỉ lệ bệnh tật cao hơn người bình thường, nhất là các bệnh mãn tính nguy hiểm như: tim mạch, hô hấp, tiểu đường, nội tiết, xương khớp, tiêu hóa, da, ung thư, suy giảm trí nhớ,…